# People’s Television Network
People’s Television Network (PTV) – filipińska stacja telewizyjna, założona 2 lutego 1972 roku. Stacja ma swoją siedzibę w Quezon City.